# 马前乡
马前乡（藏語：རྨ་ཆེན་），是中华人民共和国西藏自治区那曲市班戈县下辖的一个乡镇级行政单位。

## 行政区划
马前乡下辖以下地区：
吾荣村、嘎穷村、赛那村、卡我尼亚村和贡曲村。